# E952
För andra betydelser, se E952 (olika betydelser).
E952 eller Europaväg 952 är en europaväg som går mellan Aktion och Lamia i Grekland. Längd 250 km.

## Sträckning
Aktion–Amfilochía–Agrinio–Lamia

## Standard
Vägen är landsväg hela sträckan. 

## Anslutningar till andra europavägar
- E55
- E951
- E65